# 사쿠라시 (지바현)
사쿠라시(일본어: 佐倉市, 문화어: 사꾸라시)는 일본 지바현 북부에 있는 시이다. 나리타 국제공항에서 약 15킬로미터 거리에 있다. 도치기현에 있는 사쿠라시와는 관련이 없다.
에도 시대에 성시(조카마치)로 발전했고, 메이지 시대에는 지바현의 지방 사무소가 설치되는 등 지역의 중심지로 발전해 왔으나 1970년대 이후에는 도쿄 및 지바시의 위성 도시로 주택 개발이 진행됨으로써 인구가 급증했다. 사쿠라성터에는 "국립 역사 민속 박물관"이 있고, 그 주변에는 옛날의 사무라이 집들이 남아 있다. 채소를 중심으로 근교 농업도 번성하며, 미소(왜된장)의 산지로도 알려져 있다.

## 지리

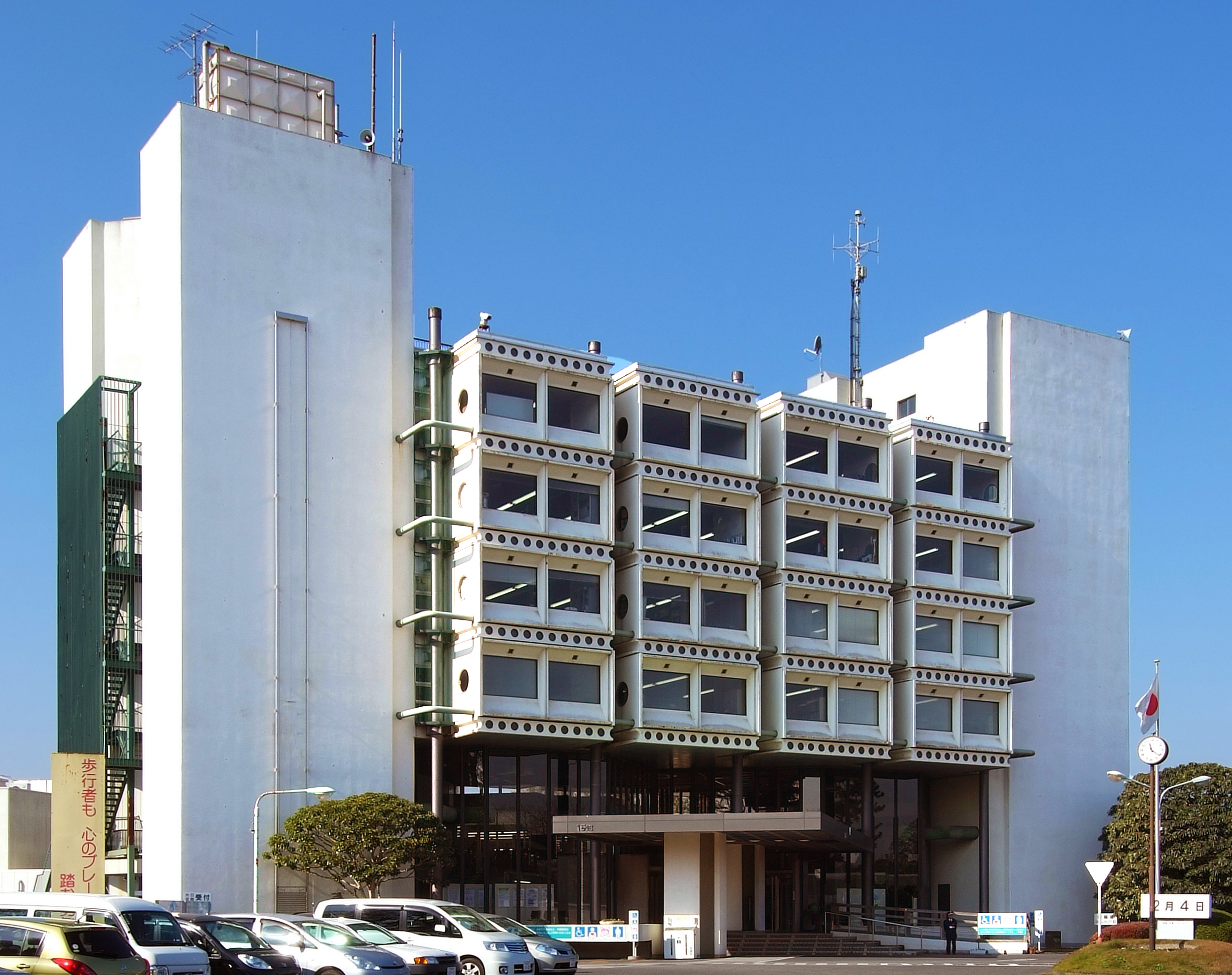
사쿠라시청

지바현 북부 호쿠소 대지의 중앙에 위치한다. 도쿄 도심에서 약 40km 떨어진 지점에 위치한다.
교통의 발전으로 도쿄 도심에서 50km까지 통근권이 확대되면서 도쿄로 통근하는 사람, 이른바 '지바 도민(都民)'이 증가했다. 나리타 국제공항까지 약 15km권에 있으며 공항 근무자도 많이 거주한다.  최근에는 네사토 지구의 발전으로 인구 증가가 현저하다. 고급 주택 단지로는 유카리가오카 지구와 소메이노 지구가 있어 파일럿이나 의사, 상장기업 회사원 등이 비교적 많이 거주하고 있다.

### 인접한 자치체
- 지바시 이나게구, 와카바구, 하나미가와구
- 야치마타시
- 야치요시
- 요쓰카이도시
- 인바군 시스이정, 인바촌
- 인자이시

## 역사
- 1954년 3월 31일 - 사쿠라정, 우스이정, 시즈촌, 네고촌, 와다촌, 야토미촌과 신설 합병해 사쿠라시가 성립하였다. (면적: 89.79㎢, 인구: 35,196명) 지바현 내에서 11번째로 시가 되었다.(나리타시와 같은 날)
- 1955년 3월 10일 - 아사히촌의 일부를 편입하였다.
- 1957년 1월 1일 - 요쓰카이도정의 일부를 편입하였다.
- 1969년 6월 1일 - 지바시의 일부를 편입하였다.

## 교통

### 도로
- 국도 51호선
- 국도 296호선

### 철도
- 동일본 여객철도
  - 소부 본선·나리타선: 사쿠라역
- 게이세이 전철
  - 게이세이 본선: 시즈역 - 유카리가오카역 - 게이세이우스이역 - 게이세이사쿠라역 - 오사쿠라역

## 인구
| 연도 | 인구    | ±%     |
| ---- | ------- | ------ |
| 1960 | 36,869  | —      |
| 1970 | 60,068  | +62.9% |
| 1980 | 101,180 | +68.4% |
| 1990 | 144,688 | +43.0% |
| 2000 | 170,934 | +18.1% |
| 2010 | 172,176 | +0.7%  |

## 기후
| 사쿠라시의 기후                                              | 사쿠라시의 기후 | 사쿠라시의 기후 | 사쿠라시의 기후 | 사쿠라시의 기후 | 사쿠라시의 기후 | 사쿠라시의 기후 | 사쿠라시의 기후 | 사쿠라시의 기후 | 사쿠라시의 기후 | 사쿠라시의 기후 | 사쿠라시의 기후 | 사쿠라시의 기후 | 사쿠라시의 기후 |
| 월                                                           | 1월             | 2월             | 3월             | 4월             | 5월             | 6월             | 7월             | 8월             | 9월             | 10월            | 11월            | 12월            | 연간            |
| ------------------------------------------------------------ | --------------- | --------------- | --------------- | --------------- | --------------- | --------------- | --------------- | --------------- | --------------- | --------------- | --------------- | --------------- | --------------- |
| 역대 최고 기온 °C (°F)                                       | 19.0 (66.2)     | 24.3 (75.7)     | 25.6 (78.1)     | 29.2 (84.6)     | 33.9 (93.0)     | 34.9 (94.8)     | 37.8 (100.0)    | 39.1 (102.4)    | 35.4 (95.7)     | 32.2 (90.0)     | 25.7 (78.3)     | 23.8 (74.8)     | 39.1 (102.4)    |
| 일평균 최고 기온 °C (°F)                                     | 9.6 (49.3)      | 10.4 (50.7)     | 13.7 (56.7)     | 18.8 (65.8)     | 23.2 (73.8)     | 25.8 (78.4)     | 29.8 (85.6)     | 31.2 (88.2)     | 27.3 (81.1)     | 21.9 (71.4)     | 16.8 (62.2)     | 11.9 (53.4)     | 20.0 (68.1)     |
| 일일 평균 기온 °C (°F)                                       | 3.7 (38.7)      | 4.8 (40.6)      | 8.3 (46.9)      | 13.4 (56.1)     | 18.1 (64.6)     | 21.3 (70.3)     | 25.1 (77.2)     | 26.3 (79.3)     | 22.7 (72.9)     | 17.1 (62.8)     | 11.2 (52.2)     | 6.0 (42.8)      | 14.8 (58.7)     |
| 일평균 최저 기온 °C (°F)                                     | −1.8 (28.8)     | −0.7 (30.7)     | 2.8 (37.0)      | 7.9 (46.2)      | 13.5 (56.3)     | 17.6 (63.7)     | 21.5 (70.7)     | 22.6 (72.7)     | 19.0 (66.2)     | 12.9 (55.2)     | 6.2 (43.2)      | 0.5 (32.9)      | 10.2 (50.3)     |
| 역대 최저 기온 °C (°F)                                       | −12.7 (9.1)     | −9.5 (14.9)     | −5.3 (22.5)     | −2.3 (27.9)     | 3.6 (38.5)      | 9.8 (49.6)      | 13.5 (56.3)     | 15.4 (59.7)     | 7.2 (45.0)      | −0.4 (31.3)     | −3.9 (25.0)     | −7.2 (19.0)     | −12.7 (9.1)     |
| 평균 강수량 mm (인치)                                        | 65.9 (2.59)     | 57.8 (2.28)     | 109.2 (4.30)    | 112.9 (4.44)    | 127.4 (5.02)    | 148.6 (5.85)    | 140.1 (5.52)    | 109.1 (4.30)    | 206.5 (8.13)    | 223.3 (8.79)    | 95.8 (3.77)     | 56.0 (2.20)     | 1,455.9 (57.32) |
| 평균 강수일수 (≥ 1.0 mm)                                     | 5.8             | 6.4             | 10.4            | 10.4            | 10.7            | 11.7            | 10.3            | 8.0             | 11.0            | 10.9            | 8.3             | 6.1             | 110             |
| 평균 월간 일조시간                                           | 189.5           | 169.7           | 170.2           | 180.1           | 179.4           | 128.2           | 162.0           | 191.4           | 135.1           | 132.1           | 146.8           | 171.5           | 1,956           |
| 출처: 일본 기상청 (평년값: 1991년~2020년, 극값: 1978년~현재) |                 |                 |                 |                 |                 |                 |                 |                 |                 |                 |                 |                 |                 |